# Раджпипла (княжество)

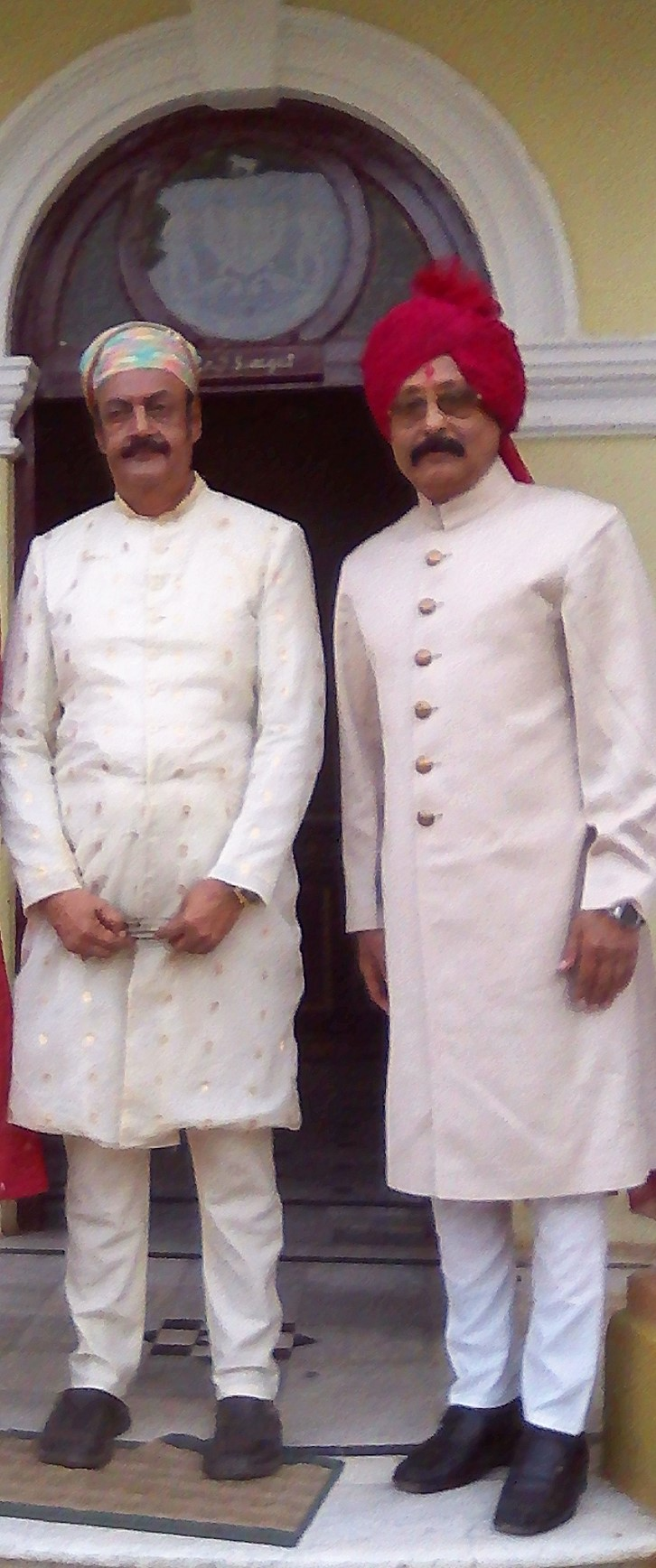
Махараджа Рагхубир Сингх и принц Индра Викрам Сингх во дворце Виджая в Раджпипла, 10 октября 2016 года

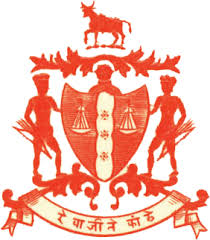
Герб Раджпиплы

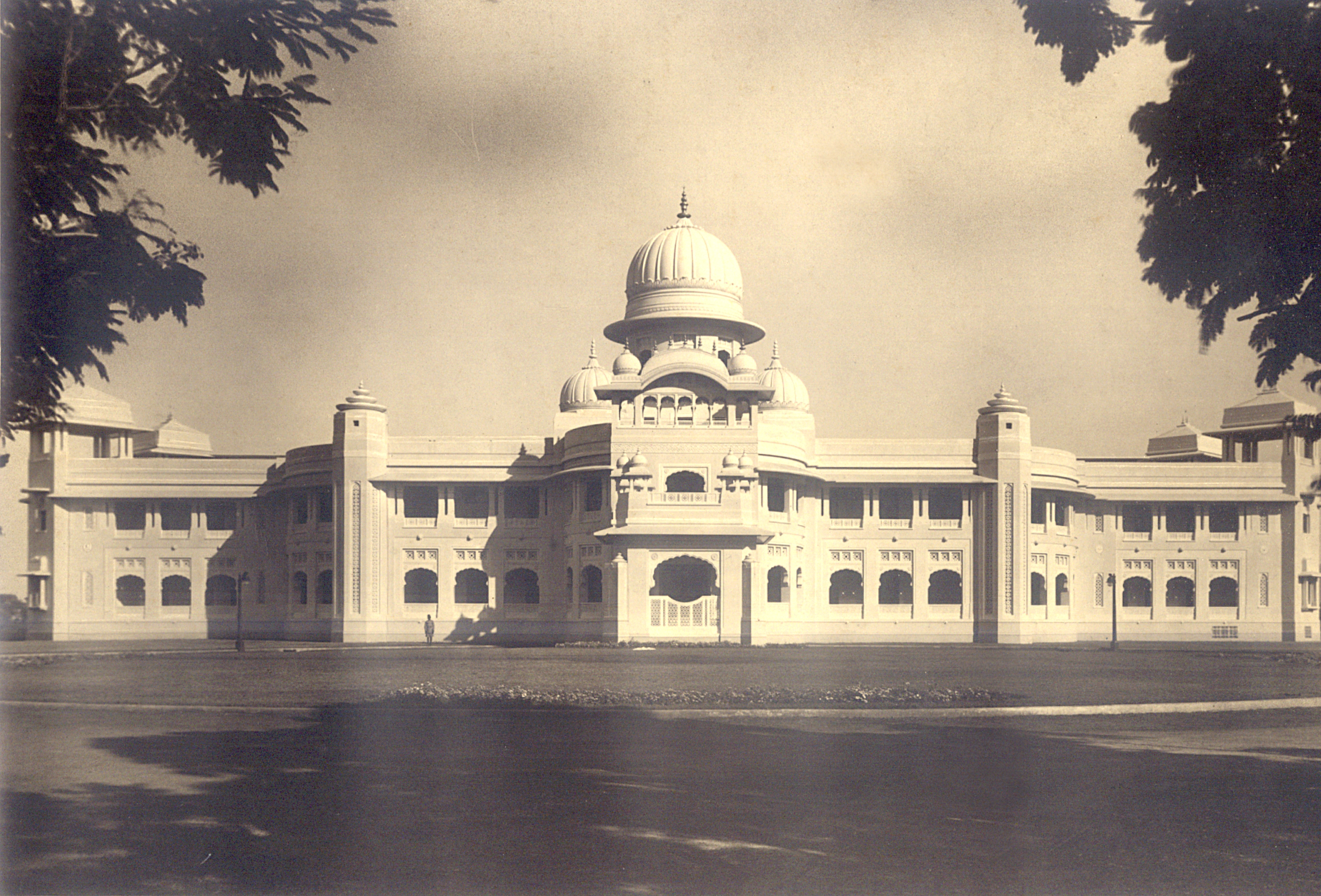
Индраджит-Падмини Махал

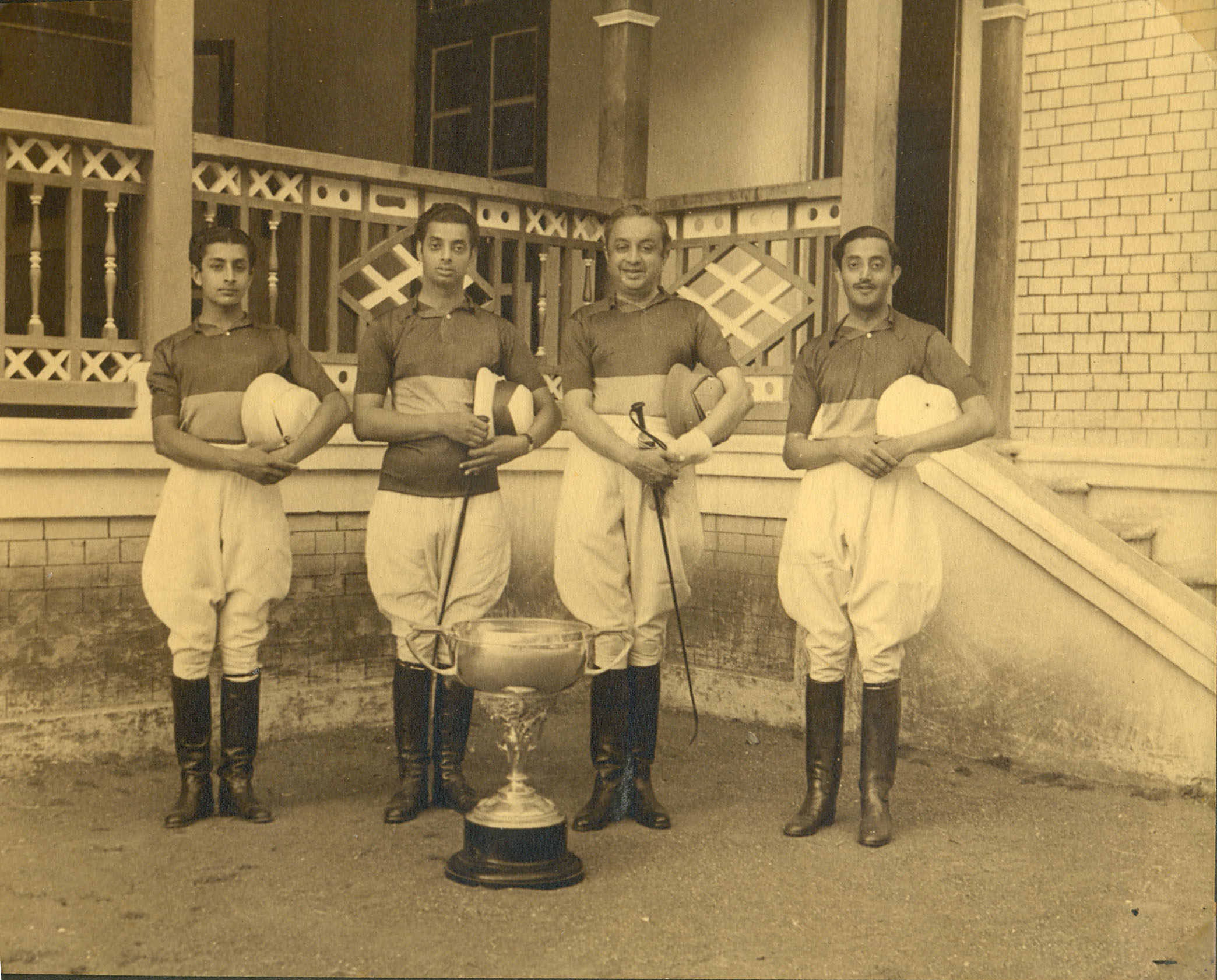
Команда по полу княжества Раджпипла 1943 года

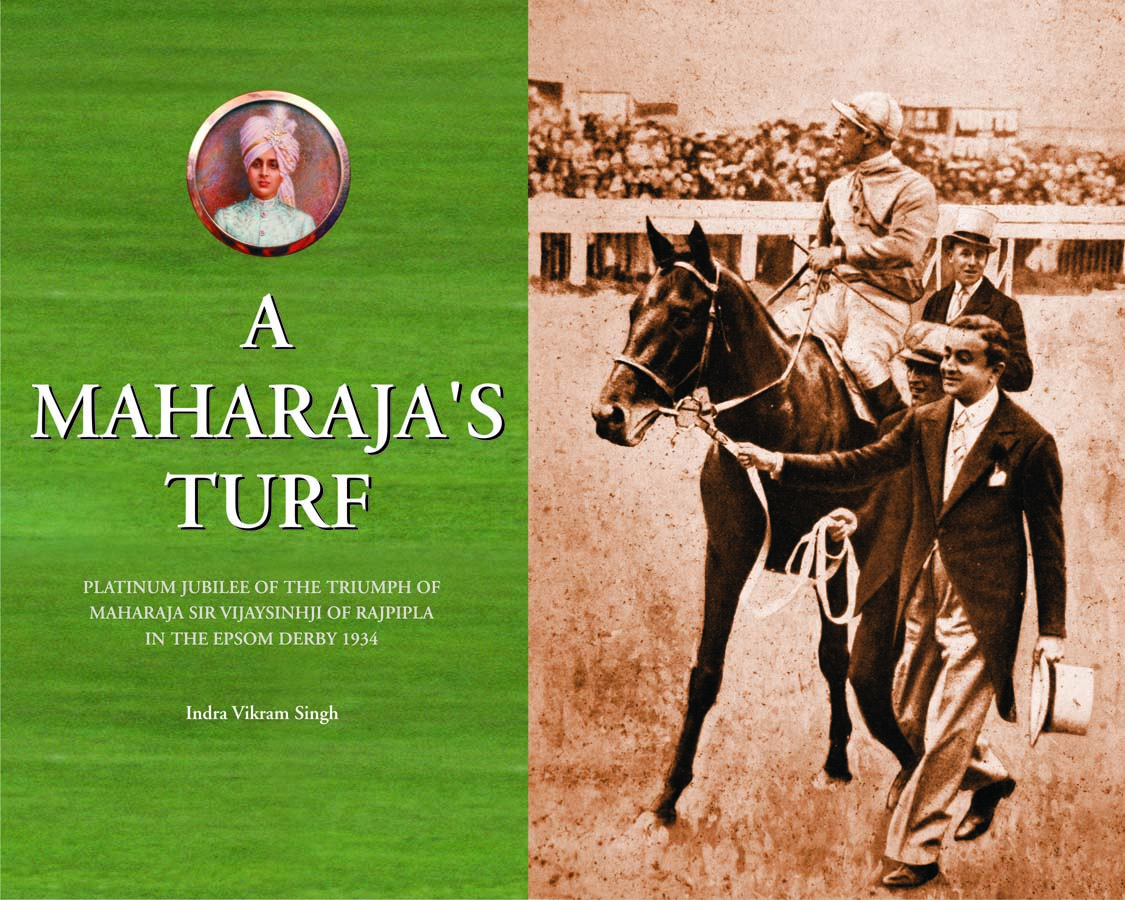
Книга Индры Викрама Сингха о триумфе его деда Махараджи сэра Виджайсинхджи из Раджпиплы на Эпсомском дерби 1934 года.

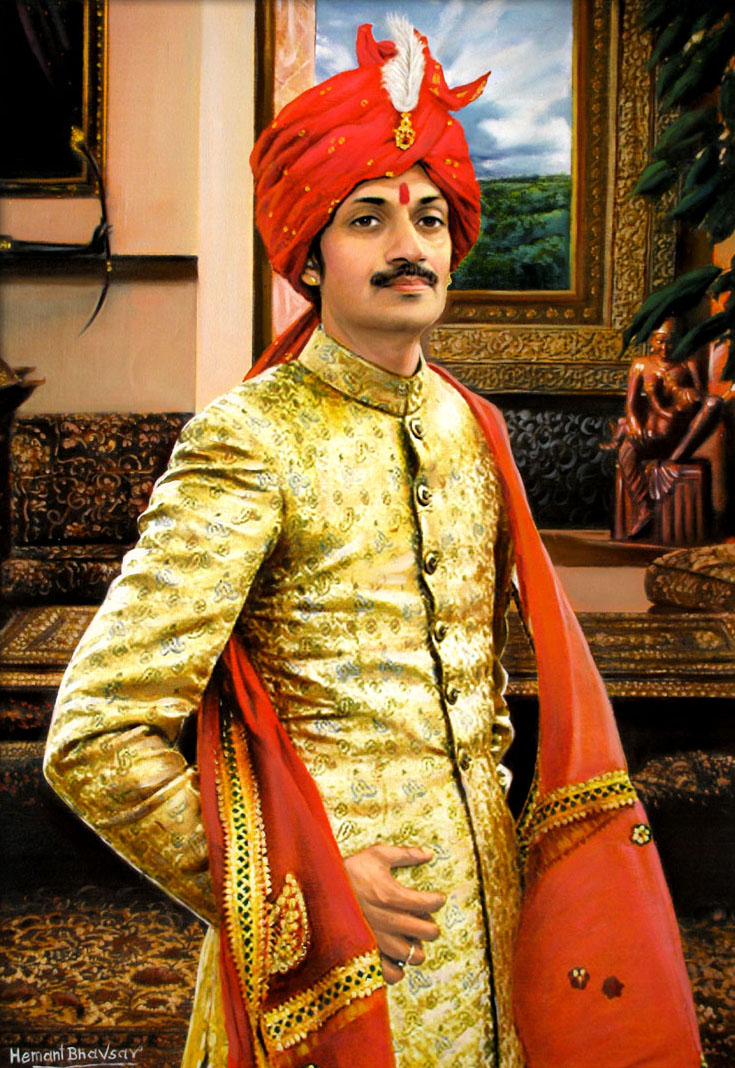
Портрет Манвендры Сингха Гохила из королевской семьи Раджпипла

Княжество Раджпипла (хинди झालावाड़ राज्य; англ. Rajpipla State) — туземное княжество Британской Индии, управляемое раджпутской династией Гохил более 600 лет, примерно с 1340 года по 1948 год. Это было самое большое княжество Агентства Рева Кантха. Среди княжеств Гуджарата Раджпипла было вторым по размеру и значению после княжества Барода (Вадодара). Гохильская раджпутская династия Раджпиплы пережила натиск султанов Гуджарата и Империи Великих Моголов в средневековый период, а также Гаеквады, княжества Барода и Британской империи в современный период. К тому времени, когда княжество было объединено с Индийским союзом 10 июня 1948 года, оно представляло собой хорошо управляемое государство с современной инфраструктурой, политическим укладом и юридической практикой.
Княжество Раджпипла было расположено в основном между двумя важными реками Западной Индии — Нармадой и Тапти, с хребтом Сатпура на юге. Занимая площадь более 1500 квадратных миль (4000 км²), из которых 600 квадратных миль (1550 км²) были лесами, а остальные плодородными сельскохозяйственными равнинами и речными долинами, Раджпипла развилась в одно из самых процветающих княжеств в Гуджарате, уступая только Бароде. Оно также было знаменито своими агатовыми шахтами. В настоящее время территория княжества является частью штата Гуджарат. Столица княжества город Раджпипла в настоящее время является административным центром округа Нармада.

## История
Чокрана, раджпутский принц из клана Пармар, происходивший из правящей семьи Уджайна в Малве (ныне западная часть штата Мадхья-Прадеш), в начале XIV века правил княжеством Раджпипла со столицей в Дев Чхатра (Обитель Богов) высоко в западных Сатпурасах, глубоко в лесах, с видом на священную реку Нармаду. Дочь Чокрана Пармара была замужем за легендарным Мохдаджи, раджпутским воином из клана Гохил, вождем Гхога в Гохилваре, Саураштра. Чокрана, у которого не было наследника по мужской линии, усыновил своего внука Самарсинхджи, младшего сына Мохдаджи Гохила. Первой женой Мохдаджи была принцесса Сарвия из Хатхасани, и их сын Дунгарсинхджи стал правителем Гхоги, часть которой позже стала княжеским государством Бхавнагар.
Самарсинхджи вступил на трон Раджпиплы около 1340 года, приняв имя Арджунсинхджи. С тех пор Раджпипла находилась под властью раджпутской династии Гохил. Кул Деви (семейное божество) княжеской семьи Раджпипла — это Шри Харсиддхи Матаджи, или Даша, храм которой изначально находился в Уджайне. Махарана Верисалджи I построил храм Даши в Раджпипле в начале XVIII века.

## Династия Гохил
Происхождение династии Гохил восходит к шестому веку, когда Мухидеур Гохадит или Гохил, родившийся в 542 году и, после разграбления Валлабхипура, единственный оставшийся в живых мужчина из своего раджпутского клана, стал главой области недалеко от современного Идара в Гуджарате в 556 году, где правил до своей смерти в 603 году. Его потомок Калбходж или Баппа Равал захватил Читтор и стал правителем Мевара в 734 году. Немногим более чем через два столетия, в 973 году, Саливахан, гохильский правитель Мевара, переехал с частью клана из Читтора в Джуна Хергарх (современная Бхалотра около Джодхпура) на реке Луни в Марваре, оставив своего сына Шактикумара с оставшимися родственниками. Там до сих пор есть деревня под названием Гохилон ки дхани. Таким образом, около двух с половиной веков и Мевар, и Марвар находились под властью династии Гохил.
Позже, после того, как делийский султан Алауддин Хилджи разорил Читтор в 1303 году, Гохилы Мевара перегруппировались и приняли имя Сисодия. Столица была перенесена из Читтора в Удайпур в 1559 году.
Тем временем Гохилы, которые мигрировали при Саливахане, продолжали править Марваром. После образования Делийского султаната в начале XIII века клан Ратхор, изгнанный из Каннауджа, отправился в Марвар. В Марваре произошли ожесточенные столкновения между Гохилами и Ратхорами, в результате которых погибли вожди Махешдасджи Гохил и Сияджи Ратхор. Клан Гохил под предводительством своего вождя Седжакджи перешёл в Саураштру, где правили Соланки, ветвь династии Чалукья. Вскоре Гохилы создали там свои княжества. Самыми известными из их вождей в этот период были Седжакджи, Раноджи и Мокдаджи, а их потомкам были выделены княжества Бхавнагар, Раджпипла, Палитана, Лати и Валлабхипур.
Это были неспокойные времена Средневековья, и Гохилам было нелегко удержать свою власть над Раджпиплой. Им пришлось столкнуться с несколькими вторжениями со стороны султанов Ахмадабада, Великих Моголов, а затем и маратхов, даже теряя свое княжество на короткие периоды, но каждый раз возвращаясь к власти, объединяя силы с горными племенами (в основном бхилами) и проводя партизанские атаки. В 1730 году, с ослаблением империи Великих Моголов, 26-й гохильский правитель Раджпиплы Махарана Верисалджи I прекратил платить дань Моголам, а его сын Махарана Джетсинхджи (Дзицинджи) отвоевал талуку Нандод и перенес столицу из Джунараджа в Сатпурас, в Нандод, в Новый Город, Новгород — Раджпиплу, на равнине на берегу реки Карджан, притока Нармады.
Когда в XVIII веке маратхи стали могущественны, род Гаеквадов из княжества Барода потребовал от Раджпиплы дань. Давление со сторонв Гаеквадов была прекращено в результате вмешательством англичан и вступления 33-го правителя Гохилов Махараны Верисалджи II на княжеский трон Раджпиплы. Во время Сипайского восстания 1857 года Раджпипла под предводительством Верисалджи II восстала и на много месяцев освободилась от влияния британцев. Подавив мятеж, британцы вынудили Верисалджи II отречься от престола в пользу своего сына Махараны Гамбхирсинхджи в 1860 году.

## 1900-е годы и Махараджа Виджайсинхджи
Золотой период Раджпиплы в современную эпоху начался, когда сын Махараны Гамбхирсинхджи, Махарана Чхатрасинхджи, 35-й гохильский правитель Раджпиплы, вступил на престол в 1897 году. В течение следующего полувека Раджпипла переживала период прогресса. Махарана Чхатрасинджи был возведён в рыцарское достоинство (KCIE) в ознаменование его эффективного управления, которое включало прокладку 60-мильной (90-километровой) железнодорожной линии, соединяющей Раджпиплу с Анклешваром на главной линии Дели-Ахмедабад-Бомбей, начатую в первый год его правления, и масштабную помощь голодающим в период 1899—1902 годов. Махарана Чхатрасинхджи был одним из пионеров автомобилестроения в Индии, владел такими автомобилями, как Wolseley 6 л. с. 1903-04, Армстронг Сиддли 15 л. с. 1906 и Клемент Баярд 16 л. с.
Но создателем современного богатого княжества Раджпипла стал его сын Махарана Виджайсинхджи, который унаследовал княжеский престол в 1915 году. Он получил образование в Раджкумар-колледже в Раджкоте и был членом Имперского кадетского корпуса Дехра Дун. Махарана Виджайсинхджи оказался хорошим администратором. Ему было пожаловано рыцарство (KCSI), и он получил наследственный титул Махараджа. Оружейный салют правителю Раджпиплы был увеличен с 11 до 13 орудий. Во время Первой мировой войны княжество Раджпипла предоставило Великобритании много новобранцев. В знак признания своих заслуг Махараджа Виджайсинхджи получил почетное звание капитана британской армии.
Махараджа сэр Виджайсинхджи построил огромную среднюю школу с изысканным дизайном, где взималась только номинальная плата, и ввел бесплатное начальное образование, а также стипендии. Он построил в княжестве гражданскую больницу, родильный дом, пять диспансеров и ветеринарную больницу. Был создан уголовно-гражданский суд, государственным служащим выплачивались пенсии, была увеличена заработная плата полицейских и военных. Махараджа Виджайсинхджи приказал проложить хорошие автомобильные дороги. Он добавил 40-мильный (64-километровый) участок Джхагадиа-Нетранг к государственной железной дороге Раджпипла, созданной во время правления его отца. Он также построил 19-мильную (31-километровую) железную дорогу и трамвайное полотно, соединяющие города вдоль реки Нармада с деревнями во внутренних районах, а также гидроэлектростанцию. Его градостроительная политика была дальновидной, и строителям было дано разрешение на строительство с условием, чтобы оставалось от 3 до 4 футов (около 1 метра) пространства для будущего расширения дорог. Проекты новых зданий были хорошо интегрированы и гармонировали с окружающей средой.
Несмотря на то, что налоги были снижены в процентном отношении, доход государства увеличился с 1 300 000 рупий (13 лакхов) до 2 700 000 рупий (27 лакхов) в год в период 1915—1930 годов, а в 1945—1946 годах вырос до 5 072 613 рупий (почти 51 лакх). Махараджа Виджайсинхджи упорядочил систему доходов от земли, и его усилия по оказанию помощи во время засух и наводнений получили широкое признание. Проявляя большой интерес к сельскому хозяйству, он улучшил качество хлопка, внедрив в 1919-1920 годах длинноволокнистый хлопок, известный как «1027 A.I.F», который многократно увеличил доходы фермеров, а также способствовал разведению зерновых и фруктов.
Спорт был страстью Махараджи Виджайсинхджи. Он был заядлым наездником и содержал одну из лучших конюшен скаковых лошадей в Индии и Англии, отличавшуюся качеством, а не количеством. Махараджа Виджайсинхджи выиграл первое индийское дерби в 1919 году, когда его лошадь Типстер возглавил стаю на финише. Его лошадь Embargo выиграла ирландское дерби в 1926 году и Гран-при в Бельгии в 1927 году. Другие лошади, такие как Melesigenes, принесли ему почти все крупные призы на скачках в Бомбее, Пуне и других индийских трассах, а в 1932—1933 годах он стал лидером гонок. события в Индии. Но, несомненно, его лучшей лошадью был Windsor Lad, который выиграл престижное английское дерби в Эпсоме в 1934 году. Махараджа Виджайсинхджи до сих пор единственный индийский владелец, выигравший английское дерби, считающееся величайшими скачками в мире, за которыми, по некоторым оценкам, в тот день наблюлали от четверти до полумиллиона человек. Король Великобритании Георг V и королева Мария, которые наблюдали за гонкой вместе с другими членами королевской семьи, пригласили Махараджу Виджайсинхджи в Королевскую ложу и поздравили его с этой блестящей победой. При этом Махараджа завершил блестящий хет-трик, выиграв дерби: первое в истории индийское дерби, ирландское дерби и престижное английское дерби в Эпсоме, что сделало его, возможно, известным владельцем индийских скаковых лошадей.
После своей блестящей победы в Эпсомском дерби Махараджа Виджайсинхджи начал строительство того, что стало одним из лучших дворцов Индии 20-го века, великолепного Индраджит-Падмини Махала, также известного как Дворец Вадиа. Построенный в основном в индо-сарацинском стиле с некоторыми западными чертами, с использованием лучшего итальянского мрамора и бирманского тика, изысканный дворец в стиле ар-деко имеет два огромных деревянных винтовых лестничных пролёта, 1000 дверей и окон, а также прекрасные фрески в различных темах на стенах и потолке. Завершенное в 1939 году, это чудо архитектуры получило название «Тадж Гуджарат».
Махараджа Виджайсинхджи провел большую часть летнего спортивного сезона в Англии, а зимой вернулся в Индию, где поощрял такие виды спорта на открытом воздухе, как крикет, футбол и хоккей. Спорт стал обязательным для студентов княжества Раджпипла. Он оборудовал в Раджпипле площадку для игры в поло и тренажерный зал. Уникальной особенностью княжеской семьи Раджпиплы была её команда по поло, состоящая из Махараджи Виджайсинхджи и его трех сыновей. Имея страсть к автомобилям, как и его отец, Махараджа Виджайсинхджи владел двенадцатью автомобилями Rolls-Royce, От Silver Ghost 1913 до Phantom III 1937, которые базировались в его дворцах в Раджпипле и величественных домах в Бомбее и Виндзоре. В его гаражах можно было найти несколько марок и моделей лучших автомобилей.
Махараджа Виджайсинхджи, уже подаривший имперской авиационной флотилии самолёт во время Первой мировой войны, пожертвовал три истребителя «Спитфайр», названные «Раджпипла», «Виндзорский парень» и «эмбарго», а также самолёт "Хоукер Харрикейн "«Раджпипла II» в начале Второй мировой войны. Он был награждён Рыцарским Большим крестом (GBE).
Махараджа Виджайсинхджи построил аэродром в Раджпипле на участке площадью 125 акров на берегу реки Карджан в конце 1920-х годов. Он перестал существовать с момента слияния княжества Раджпипла с Индийским союзом в 1948 году. Но после строительства Статуи Единства в непосредственной близости от Раджпиплы правительство Гуджарата решило возродить её в 2018 году и построить там новый аэропорт Раджпиплы.
Махараджа также провел изыскания, чтобы построить четыре плотины через Нармаду, а также Карджан, в местах, где реки проходят по территории княжества Раджпипла, чтобы облегчить ирригацию и производство электроэнергии, и находился в процессе привлечения инвестиций для них. Они были предшественниками современного гигантского проекта Сардар Саровар и плотины Карджан.
Видя первые признаки ветров перемен, Махараджа Виджайсинхджи сформировал Законодательное собрание в княжестве Раджпипла, которое было открыто 10 декабря 1932 года, в 17-ю годовщину его официального вступления на княжеский трон Раджпиплы. В 1940-х годах в Раджпипле он дал толчок движению за «ответственное правительство», которое формировалось в индийских княжествах наряду с движением за свободу в Британской Индии. После обретения Индией независимости в 1947 году, когда дело дошло до переговоров о присоединении княжеских государств к Индийскому союзу, Министерство штатов под руководством Сардара Валлабхаи Пателя решило, что переговоры с правителями княжеств Гуджарата не будут проводиться в Бомбейском секретариате. Вместо этого министерство попросило махараджу Виджайсинхджи созвать собрание в его собственной резиденции «Палм-Бич» на Непинси-Роуд в Бомбее. В течение трех дней под председательством Махараджи Виджайсинхджи шли дискуссии, которые продолжались до поздней ночи.
В конце его Махараджа Виджайсинхджи зачитал следующее заявление: «Мы имеем удовольствие сообщить вам, что, как правители княжеств Гуджарата, мы считаем, что наша Родина и особенно Гуджарат смотрят на нас, чтобы принести все жертвы в более широких интересах Индии в целом. Поэтому мы с радостью откликнулись на призыв долга и решили сделать первый шаг в формировании провинции Маха Гуджарат путем объединения наших княжеств с провинцией Бомбей. Мы призываем Божье благословение на наше решение».
Махараджа Виджайсинхджи, таким образом, с готовностью передал силам индийской демократии свое наследственное княжество Раджпипла, которым он руководил почти 33 года, вместе с 2 800 000 рупий (2,8 миллиона рупий или 28 лакхов рупий), которые были депонированы в государственную казну. С населением около 3 000 000 жителей княжество было объединено с Индийским союзом 10 июня 1948 года, положив конец 600-летнему правлению раджпутской династии Гохил над Раджпиплой.
Махараджа Виджайсинхджи скончался в своем поместье «The Manor» в Старом Виндзоре в Англии в апреле 1951 года и был кремирован в Рампуре на берегу священной реки Нармада, в 18 километрах от своей бывшей столицы, среди огромного собрания народа Раджпиплы.

## Раджпипла после 1971 года
Титул Махараджи Раджпиплы перешёл к старшему сыну Махараджи Виджайсинхджи Раджендрасинхджи, а после его смерти в 1963 году — к Рагхубиру Сингху. Индийский княжеский титул был окончательно упразднен в 1971 году. Единственный сын Рагубира Сингха Манвендра Сингх Гохил вызвал ажиотаж в 2006 году, когда открыто заявил в СМИ, что он гомосексуалист. У Рагхубира Сингха есть дочь Минакси (род. 1968), которая в 1992 году вышла замуж за Дигвиджа Чанда из Ченани в 1992 году. У них есть сын Ранаджай Чанд и дочь Дхарини.
Второй сын махараджи Виджайсинхджи Махараджкумар Прамодсинхджи (1917—1980) вступил в индийскую административную службу (ИАС) и служил в штате Орисса. У него было четыре дочери Йогешвари, Махешвари, Дургешвари и Кришна.
Третий сын махараджи Виджайсинхджи Махараджкумар Индраджицинджи (1925—1964) был одним из лучших игроков в поло в Индии в 1950-х годах и талантливым художником, чьи картины до сих пор украшают стены колледжа Мейо в Аджмере. Два сына Махараджкумара Индраджицинджи — Индра Викрам Сингх (род. 1955) и Индра Вадан Сингх (род. 1957). Индра Викрам Сингх — известный писатель и издатель, автор десяти книг, девять из которых посвящены игре в крикет, а одна под названием «A Maharaja’s Turf» посвящена триумфу его деда Махараджи Виджайсинхджи на Эпсомском дерби 1934 года. Среди других его книг — несколько о чемпионате мира по крикету и «Don’s Century», представляющий собой биографию легендарного сэра Дональда Брэдмана, а также панораму ватина с 1860-х годов до наших дней. Индра Вадан Сингх унаследовал художественные таланты своего отца и управляет собственным бизнесом по смешиванию чая, маркетингу и экспорту.
Известный игрок в крикет К. С. Дулепсинхджи, племянник махараджи Джама Сахиба Ранджицинджи из Наванагара или Ранджи, женился на двоюродной сестре махараджи Виджайсинхджи Раджкумари Джаярадж Кунвербе из Раджпиплы.
Большая часть прежнего княжеского государства Раджпипла в настоящее время образует район Нармада в Гуджарате со штаб-квартирой города Раджпипла, в то время как некоторые части приходится на районы Вадодара и Бхарух.

## Список правителей
Правители носили титул Махарана до 1921 года, а затем Махараджа.
- Около 1340 года — Арджунсинхджи (младший сын Мохдаджи, гохилский раджпутский вождь Гхоги в Саураштре. Усыновлен его дедушкой по материнской линии Чокраном Пармаром)
- ? — до 1403:  Бхасинхджи , сын предыдущего
- ? — 1421: Гомалсиньджи (? — 1421), сын предыдущего
- 1421 — ?:  Виджайпалджи , младший сын предыдущего
- 1443—1463: Харисинджи (? — 1463), сын предыдущего
- 1463—1526: Бхимдев (? — 1526), сын предыдущего
- 1526—1543: Раисинджи (? — 1543), сын предыдущего
- 1543 — ?: Каранбаджи, сын предыдущего
- Абхайрадж , сын предыдущего
- Суджансинджи , сын предыдущего
- ? — 1583: Бхайравсинхджи, сын предыдущего
- 1583—1593: Прутхураджи (? — 1593), сын предыдущего
- 1593- ?: Дипсинхджи, сын предыдущего
- Дургашахиджи , сын предыдущего
- Дургасахиджи, старший сын предыдущего
- Райасалджи, младший сын Дургасахиджи
- Чандрасинджи , старший сын предыдущего
- Гамбхирсинхджи I , младший сын предыдущего
- Субхайраджи , второй сын предыдущего
- Джайсинджи , младший сын предыдущего
- Малраджи , младший сын предыдущего
- Сурмалджи , сын Джайсинджи и племянник предыдущего
- Удайкаранджи , старший сын предыдущего
- Чандрабхаджи , второй сын предыдущего
- ? — 1705: Чатрасалджи (? — 1705), сын предыдущего
- 1705—1715: Верисальджи I (? — 1715), сын предыдущего
- 1715—1730: Дзицинджи (? — 1730), сын предыдущего
- 1730—1754: Гомалсингджи (? — 1754), старший сын предыдущего
- 1754 (6 месяцев): Далилсинхджи (узурпатор), выдававший себя за сына Гомалсингджи
- 1754—1764: Пратапсинхджи (? — 1764), младший брат Гомалсингджи
- 1764—1786: Райсинхджи (? — 1786), старший сын предыдущего
- 1786 — 15 января 1803: Аджабсинхджи (1750 — 15 января 1803), третий сын Пратапсинхджи
  - 1793 — 15 января 1803: Нахарсинхджи, регент (1780 — ?), третий сын Райсинхджи
- 15 января 1803 — 10 мая 1810: Рамсинджи (? — 10 мая 1810), второй сын предыдущего
  - 10 мая 1810 — 9 августа 1821: Нахарсинхджи, регент (1780 — ?), третий сын Райсинхджи
- 9 августа 1821 — 17 ноября 1860: Верисальджи II (1808 — август 1868), второй оставшийся в живых сын предыдущего
- 17 ноября 1860 — 10 января 1897: Гамбхирсинхджи II (декабрь 1846 — 10 января 1897), единственный сын предыдущего
  - 1884 — 10 января 1897: британские администраторы
    - Уильям Артур Салмон (Июль 1884—1885)
    - Эдвард Винсент Стейс (1885—1886)
    - Александр Фрэнсис Маконочи (1886—1887)
    - Александр Шеван (ноябрь 1887—1894)
    - Уиллоуби Питкэрн Кеннеди (октябрь 1894 — июль 1895)
    - Фрэнсис Уильям Снелл (август 1895 — ноябрь 1897)
- 10 января 1897 — 26 сентября 1915: Чхатрасинджи (18 декабря 1862 — 26 сентября 1915), старший сын Гамбхирсинхджи II. С 12 декабря 1911 года — сэр Чхатрасинджи
- 26 сентября 1915 — 10 июня 1948: Виджайсинджи (30 января 1890 — 29 апреля 1951), старший сын предыдущего. С 1 января 1925 года — сэр Виджайсиньджи.

### Титулярные махараджи
- 10 июня 1948 — 29 апреля 1951: Виджайсинджи (30 января 1890 — 29 апреля 1951), старший сын Чхатрасинджи
- 29 апреля 1951 — 2 февраля 1963: Раджендрасингджи Виджайсинхджи (30 марта 1912 — 2 февраля 1963), старший сын предыдущего
- 2 февраля 1963 — настоящее время: Рагхубир Сингх (род. 29 мая 1942), единственный сын предыдущего.

Вероятным наследником княжеского титула является Манвендра Сингх (род. 23 сентября 1965), единственный сын предыдущего.